# Schneeballblättriger Gänsefuß
Der Schneeballblättrige Gänsefuß (Chenopodium opulifolium), auch Schneeball-Gänsefuß oder Schneeballblatt-Gänsefuß genannt, ist eine in Mitteleuropa heimische Pflanzenart in der Familie der Fuchsschwanzgewächse (Amaranthaceae).

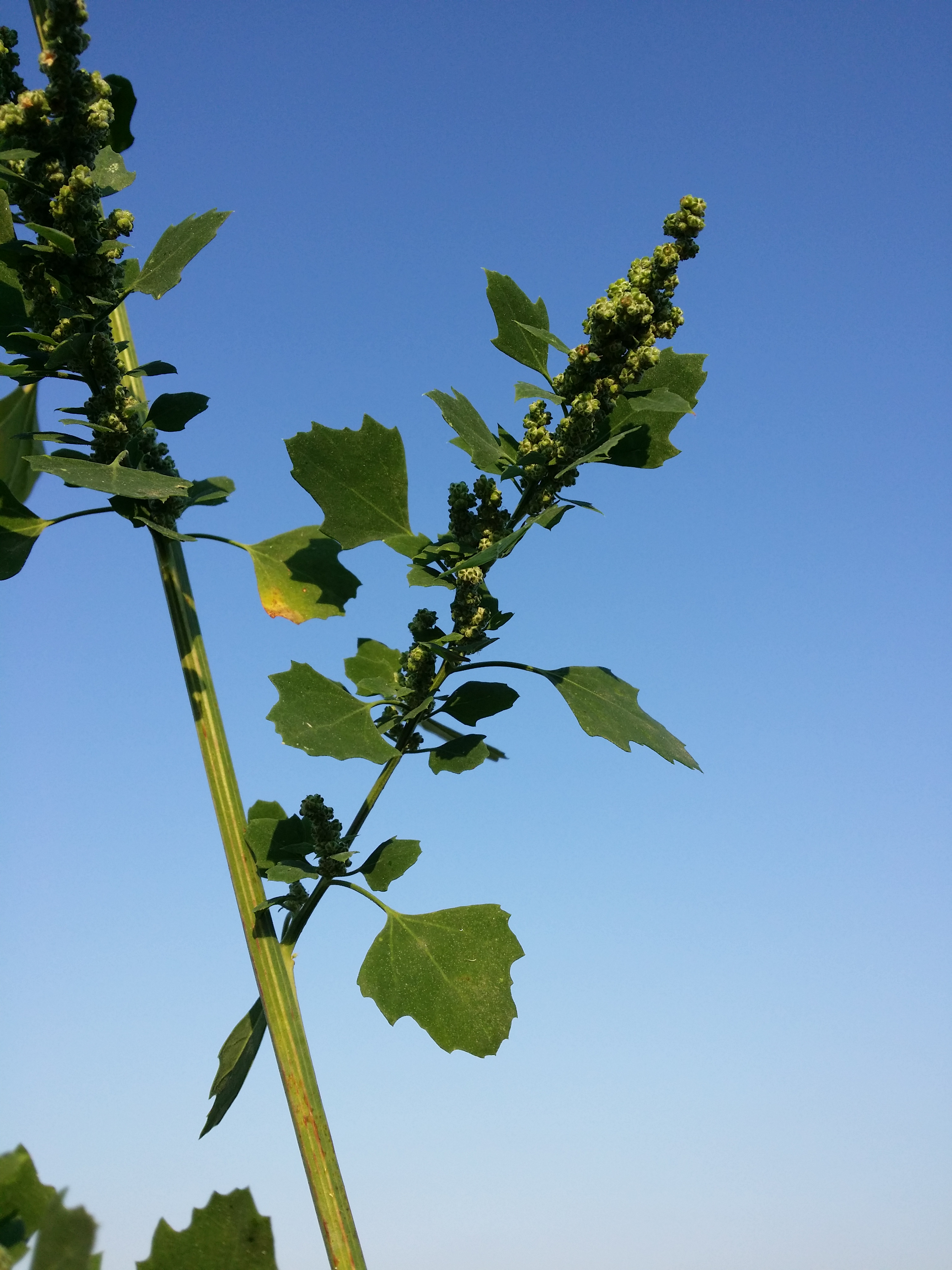
Habitus

## Beschreibung

### Vegetative Merkmale
Der Schneeballblättrige Gänsefuß ist eine einjährige krautige Pflanze mit Wuchshöhen von meist 20 bis 80 (bis 100) cm. Der aufrechte bis aufsteigende, meist stark verzweigte Stängel ist dicht bemehlt und auch im Herbst ohne Rotfärbung. Die Seitenzweige stehen teilweise fast waagerecht ab, so dass die ganze Pflanze fast halbkugelig wirkt.
Die nicht aromatischen Blätter sind oberseits graugrün, unterseits heller, und meist beidseitig dicht bemehlt (ähnlich wie beim Weißen Gänsefuß). Der Blattstiel ist etwa 0,5 bis 2 (bis 3) cm lang. Die Blattspreite erreicht eine Länge von 1 bis 3,5 (bis 5) cm und eine Breite von 1 bis 3 (bis 4) cm. Die Spreitenform ist eiförmig oder rhombisch-eiförmig, etwa so lang wie breit, und deutlich dreilappig mit kurzen, stumpfen Seitenlappen und einem halbkreisförmigen (selten langspitzigem) Mittellappen. Die Spreitenbasis ist keilförmig bis gestutzt, der Blattrand gezähnt oder ganzrandig.

### Blütenstand und Blüte
Die Blütenstände sind endständige oder seitliche zusammengesetzte Scheinähren aus knäueligen, fast kugeligen Teilblütenständen mit einem Durchmesser von 3 bis 4 mm. Tragblätter fehlen. Die zwittrigen Blüten besitzen eine Blütenhülle aus fünf nur an der Basis verwachsenen Tepalen. Die Tepalenzipfel sind eiförmig mit stumpfer Spitze, etwa 1 mm lang und 1,1 mm breit, dicht bemehlt und auf dem Rücken gekielt. Es sind fünf Staubblätter und ein Fruchtknoten mit zwei sehr kurzen Narben vorhanden.

### Frucht und Samen
Zur Fruchtzeit wird die Frucht von der Blütenhülle bedeckt. Die Frucht ist flach-eiförmig, die glatte oder undeutlich körnige Fruchtwand liegt dem Samen nicht an. Der Same ist linsenförmig oder flachgedrückt-kugelig mit einem Durchmesser von 0,8 bis 1,25 mm. Die schwarze Samenschale ist glatt oder schwach netzartig gemustert (radial gerillt).
Die Blütezeit reicht von Juli bis September. Die Bestäubung erfolgt in der Regel durch den Wind.

### Chromosomenzahl
Die Chromosomenzahl beträgt 2n = 54.

## Vorkommen und Gefährdung
Das natürliche Verbreitungsgebiet des Schneeballblättrigen Gänsefußes liegt in Mittel-, Süd- und Ost-Europa, im nördlichen und tropischen Afrika und in Südwest- und Westasien bis nach Mittelasien (Turkmenistan). Als eingeführte Art kommt er auch in Nordamerika, Australien und Südafrika vor.
In Mitteleuropa ist der Schneeballblättrige Gänsefuß ein Archaeophyt, der eventuell auch bereits ohne Zutun des Menschen einheimisch war. Er ist von der Ebene bis in die Hügelregion zu finden und gilt hier als wärmeliebend. Er wächst selten und unbeständig in kurzlebiger Ruderalvegetation, beispielsweise an Wegrändern, auf Schuttplätzen oder an Mauern auf mäßig trockenen, nährstoffreichen Sand- oder Lehmböden. Oft kommt er gemeinsam mit dem Gestreiften Gänsefuß vor (im Chenopodietum ruderale (stricti) oder im Sisymbrio-Atriplicetum oblongifoliae).
In Deutschland ist die Art bundesweit ungefährdet. In Sachsen-Anhalt, Thüringen, Hessen und Rheinland-Pfalz gilt sie aber als gefährdet (Rote Liste gefährdeter Arten 3). In Sachsen ist sie sogar stark gefährdet und in Nordrhein-Westfalen vom Aussterben bedroht.
In der Schweiz ist der Schneeballblättrige Gänsefuß vom Aussterben bedroht und in manchen Gebieten bereits ausgestorben. Die ökologischen Zeigerwerte nach Landolt et al. 2010 sind in der Schweiz: Feuchtezahl F = 2 (mäßig trocken), Lichtzahl L = 4 (hell), Reaktionszahl R = 3 (schwach sauer bis neutral), Temperaturzahl T = 4+ (warm-kollin), Nährstoffzahl N = 4 (nährstoffreich), Kontinentalitätszahl K = 5 (kontinental). Er steigt im Kanton Wallis bis 900 Meter Meereshöhe auf.

## Systematik
Die Benennung dieser Art geht auf Heinrich Adolf Schrader zurück; eine gültige Erstveröffentlichung erfolgte 1814 durch Wilhelm Daniel Joseph Koch und Johann Baptist Ziz.
Synonyme von Chenopodium opulifolium Schrad. ex Koch & Ziz, die auf demselben Typusexemplar beruhen, sind
Anserina opulifolia (Schrad. ex Koch & Ziz) Montandon, Chenopodium album subsp. opulifolium (Schrad. ex W.D.J. Koch & Ziz) Maire, Chenopodium album var. opulifolium (Schrad.) Aswal. und Chenopodium opulifolium Schrad.
Als weitere Synonyme gelten Chenopodium album f. viride (L.) Aellen, Chenopodium album var. viride (L.) Moq., Chenopodium erosum Bastard (nom. illeg.), Chenopodium opulifolium subsp. orientale Murr, Chenopodium opulifolium subsp. ugandae Aellen, Chenopodium triangulare Forssk., Chenopodium ugandae (Aellen) Aellen und vermutlich Vulvaria opulifolia Bubani.

## Nutzung
Die Blätter des Schneeballblättrigen Gänsefußes können roh oder gekocht wie Spinat zubereitet werden. Rohe Blätter sollten wegen ihres Gehalts an Saponinen allerdings nur in kleinen Mengen verzehrt werden. Auch die Samen sind gekocht essbar oder können gemahlen als Mehlzusatz dienen. Es wird empfohlen, sie über Nacht einzuweichen und danach gründlich abzuspülen, um die Saponine zu entfernen.
Die ganze Pflanze kann als Färbepflanze für gold-grüne Farbtöne verwendet werden.

## Belege
- Henning Haeupler, Thomas Muer: Bildatlas der Farn- und Blütenpflanzen Deutschlands. Hrsg.: Bundesamt für Naturschutz (= Die Farn- und Blütenpflanzen Deutschlands. Band 2). Eugen Ulmer, Stuttgart (Hohenheim) 2000, ISBN 3-8001-3364-4, S. 90. (Abschnitte Beschreibung, Vorkommen)
- Steven E. Clemants, Sergei L. Mosyakin: Chenopodium. In: Flora of North America Editorial Committee (Hrsg.): Flora of North America North of Mexico. Volume 4: Magnoliophyta: Caryophyllidae, part 1. Oxford University Press, New York / Oxford u. a. 2003, ISBN 0-19-517389-9, Chenopodium opulifolium, S. 297 (englisch, online). (Abschnitte Beschreibung, Vorkommen)